# Jan Kolář (1981)

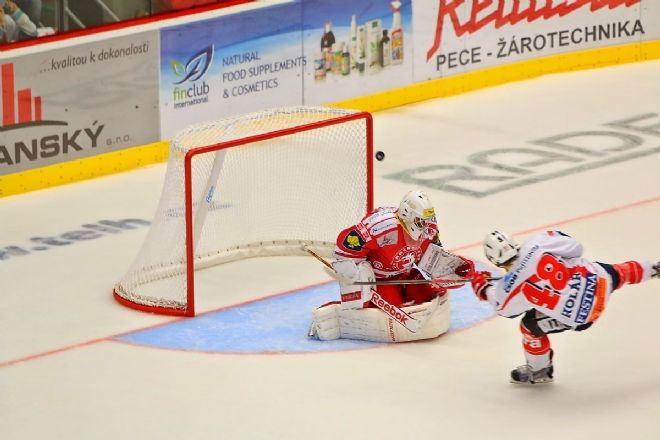
Jan Kolář střílí gól v Tipsport Extralize Ledního hokeje proti Třinci

Jan Kolář (* 21. března 1981) je český hokejista.
Trojnásobný mistr republiky s Pardubicemi (2004/2005, 2009/2010 a 2011/2012) a dvojnásobný vicemistr (2002/2003 a 2006/2007). Odehrál i 14 zápasů za českou reprezentaci ledního hokeje (2003/2004 a 2011/2012), v nichž stihl vstřelit celkem 3 góly, a 8 zápasů za juniorskou reprezentaci (2000/2001), kde se ovšem gólově neprosadil. V sezonách 2012/2013 a 2013/2014 působil i v prestižní KHL v klubu Neftěchimik Nižněkamsk. V prosinci 2013 podepsal víceletý kontrakt s klubem HC ČSOB Pojišťovna Pardubice.

## Hráčská kariéra
- 1999–00 HC Pardubice U20, HC Pardubice
- 2000–01 HC Pardubice U20, HC Pardubice, HC Berounští Medvědi 1. liga
- 2001–02 HC Pardubice Extraliga, HC Dukla Jihlava 1. liga
- 2002–03 HC Pardubice Extraliga, HC Hradec Králové 1. liga
- 2003–04 HC Pardubice Extraliga, HC Hradec Králové 1. liga
- 2004–05 HC Pardubice Extraliga, HC Hradec Králové 1. liga
- 2005–06 HC Pardubice Extraliga
- 2006–07 HC Pardubice Extraliga
- 2007–08 HC Pardubice Extraliga, HC Hradec Králové
- 2008–09 HC Pardubice Extraliga
- 2009–10 HC Pardubice Extraliga
- 2010–11 HC Pardubice Extraliga
- 2011–12 HC Pardubice Extraliga
- 2012–13 CHK Neftěchimik Nižněkamsk KHL
- 2013–14 HC Pardubice Extraliga, HC Slavia Praha, CHK Neftěchimik Nižněkamsk KHL
- 2014–15 HC Pardubice Extraliga, HC Slavia Praha
- 2015–16 HC Pardubice Extraliga, Draci Šumperk 1. liga, HC Dukla Jihlava 1. liga
- 2016–17 EK Zell am See AlpsHL
- 2017–18 HC BAK Trutnov 2. liga, EK Zell am See AlpsHL